# Кривошиїно
Кривоши́їно (рос. Кривошеино) — село, центр Кривошиїнського району Томської області, Росія. Адміністративний центр Кривошиїнського сільського поселення.

## Населення
Населення — 5469 осіб (2010; 5993 у 2002).
Національний склад (станом на 2002 рік):
- росіяни — 93 %